# Geneviève Joerin-Margot
Geneviève Joerin-Margot est une pianiste et enseignante vaudoise.

## Biographie
Geneviève Joerin-Margot possède d'ailleurs un diplôme supérieur d'accompagnement, obtenu au Conservatoire de Lausanne en 1993. Capable de jouer avec des ensembles de cuivres, bois, cordes, percussions et chant, elle accompagne de nombreux chœurs de la région romande, dont l'Ensemble vocal féminin Volubilis. Elle est également la sœur du pianiste et compositeur François Margot, avec lequel elle se produit fréquemment en public, dans des concerts à quatre mains ou dans des formations plus larges. Elle est également organiste et saxophoniste.
Geneviève Joerin-Margot accompagne au piano des orchestres et des formations tels que l'Ensemble vocal de Lausanne, le Chœur Faller ou le Chœur Pro Arte, et a eu l'occasion de jouer des pièces renommées comme les Carmina Burana de Orff en 1998, le Roi David, Judith et la danse des morts de Honegger, la Petite Messe solennelle de Rossini, le Requiem de Brahms, ou le Carnaval des animaux de Camille Saint-Saëns. Elle joue sous la baguette de chefs tels que Michel Corboz, Pascal Mayer, Philippe Huttenlocher et André Charlet. À côté de son activité d'accompagnatrice, Geneviève Joerin-Margot déploie ses talents de pédagogue au sein du Conservatoire de Lausanne, où elle est la doyenne de la section d'accompagnement. Elle a également participé à la préparation de la Fête des Vignerons de 1999, en tant que répétitrice de plusieurs chœurs.
Geneviève Joerin-Margot continue ses activités d'enseignante. En 2013, elle se produit également en duo à quatre mains avec la pianiste lausannoise Magali Bourquin, et participe à une production des Noces de Stravinsky, œuvre pour chœur et solistes, qui exige la présence de quatre pianistes (Christian Chamorel, François Margot, Geneviève Joerin-Margot et Philippe Morard) et de percussionnistes, donnée sous la direction de Pascal Mayer au Palais de l'Equilibre à Fribourg.

## Sources
- « Geneviève Joerin-Margot », sur la base de données des personnalités vaudoises sur la plateforme « Patrinum » de la Bibliothèque cantonale et universitaire de Lausanne.
- "Puissantes œuvres chorales", La Liberté, 2013/09/26.